# Accademia d'arte drammatica della Calabria
L’Accademia d'arte drammatica della Calabria — Scuola di teatro di Palmi è stata un'accademia d'arte drammatica italiana, con sede a Palmi, in provincia di Reggio Calabria.
Organizzava corsi triennali per attori di prosa, registi, nonché era dedita alla formazione professionale di scenografi, truccatori, costumisti, elettricisti, macchinisti e fonici.
Interamente finanziata e accreditata dalla Regione Calabria e dal Fondo sociale europeo, i corsi erano completamente gratuiti per gli allievi, i quali inoltre beneficiavano di rimborsi spese e indennità di frequenza.
L'accesso all'accademia era consentito previa selezione davanti ad una commissione.
La scuola ha cessato le sue attività nel 2009, in seguito all'interruzione dell'erogazione dei fondi da parte della Regione Calabria.